# Kris Foucault
Kristopher "Kris" Foucault, född 12 december 1990, är en kanadensisk professionell ishockeyspelare som spelar för Minnesota Wild i NHL.
Han draftades i fjärde rundan i 2009 års draft av Minnesota Wild som 103:e spelare totalt.